# Kalanchoe alticola
Kalanchoe alticola ist eine Pflanzenart der Gattung Kalanchoe in der Familie der Dickblattgewächse (Crassulaceae). 

## Beschreibung

### Vegetative Merkmale
Kalanchoe alticola wächst ausdauernd, ist gräulich sowie vollkommen kahl und erreicht Wuchshöhen von bis zu 25 Zentimetern. Sie wurzelt an der Basis und verzweigt sich von dort. Das waagerechte, oberflächliche Rhizom ist verlängert. Die aufrechten bis niederliegenden Triebe sind stielrund und weich. Die wenigen sitzenden, flachen Laubblätter sind kreisförmig oder eiförmig bis verkehrt eiförmig. Ihre blassgrüne bis braune, in der Regel stark glauke, fleischige und lederige Blattspreite ist 1,5 bis 4,5 Zentimeter lang und 0,8 bis 2,2 Zentimeter breit. An der Spitze ist sie stumpf bis gerundet, an der Basis verschmälert keilförmig und stängelumfassend. Der Blattrand ist ganzrandig.

### Generative Merkmale
Der Blütenstand ist eine wenigblütige, abgeflachte oder gerundete Thyrse von bis zu 5 Zentimeter Breite. Die Blüten sind aufrecht. Ihr Blütenkelch ist 4 bis 7 Millimeter lang. Die zugespitzten Kelchzipfel sind linealisch-lanzettlich. Die gelbe bis orangefarbene  Blütenkrone besitzt eine verlängert ampullenförmige Kronröhre mit einer Länge von 10 bis 12 Millimeter. Ihre lanzettlichen, zugespitzten und ausgebreiteten Kronzipfel sind 5 bis 7 Millimeter lang und 2 bis 3 Millimeter breit. Die länglich verkehrt lanzettlichen Nektarschüppchen sind 3 bis 3,5 Millimeter lang. 
Die Samen weisen eine Länge von 1 bis 1,2 Millimeter auf.

## Systematik und Verbreitung
Kalanchoe alticola ist in der südafrikanischen Provinz Limpopo sowie im Nordwesten von Eswatini auf flachgründigen, torfigen Böden auf Granitfelsen verbreitet. 
Die Erstbeschreibung durch Robert Harold Compton wurde 1975 veröffentlicht.

## Nachweise